# Чертков, Евграф Александрович
Евграф Александрович Чертков (1735—1797/1798) — активный участник переворота 1762 года; действительный тайный советник.

## Биография
Родился в 1735 году. Происходил из рода Чертковых, младший брат генерала В. А. Черткова (1730—1790).
Во время событий, которые привели Екатерину II к власти, Чертков был поручиком лейб-гвардии Преображенского полка и сопровождал арестованного Петра III в Ропшу. В знак благодарности за услуги был награждён 800 душ крестьян, а к коронации пожалован в камер-юнкеры. В 1765 году Екатерина праздновала трёхлетнюю годовщину переворота и всех своих пособников наградила серебряными сервизами; в числе награждённых был и Е. А. Чертков.
Согласно записи А. С. Пушкина, екатерининский придворный Чертков был «человек крутой и неустойчивый» и «очень дурен лицом». По легенде, был свидетелем при венчании Екатерины с Потёмкиным. Часто сопровождал императрицу в поездках и выездах. Во время её путешествия в Херсон и Тавриду умел подольститься к Потёмкину восхищёнными речами:

«Я тогда ходил как во сне, право, как сонный. Сам себе ни в чём не верил, щупал себя: я ли? где я? не мечту ли или не привидение ли вижу? Н-у! надобно правду сказать: ему — ему только одному можно такие дела делать… Ну, подлинно удивил! Не духи ли какие-нибудь ему прислуживают?»
В 1777 году он был уже тайным советником, камергером и был награждён орденом Св. Анны 1-й степени; 22-го сентября 1793 г. получил орден Св. Александра Невского; 4-го апреля 1795 года был произведен в действительные тайные советники. При Павле I награждён (5 апреля 1797 года) орденом Андрея Первозванного. В декабре 1797 года скончался. Погребён 29 декабря в на Лазаревском кладбище Александро-Невской лавры.